# Víctor Gómez Pin
Víctor Gómez Pin (Barcelona, 1944) és un filòsof català. Ha estat professor a les Universitat de Dijon, de París, del País Basc i a l'Autònoma de Barcelona. El punt de partida de la seva filosofia és l'obra de Plató i Aristòtil. Als darrers temps s'ha interessat per temes d'epistemologia i de filosofia de les matemàtiques.
Va guanyar el Premi Anagrama d'Assaig l'any 1989 i, l'any 2006, va ser guardonat amb el Premi Espasa d'Assaig pel seu llibre Entre lobos y autómatas.

## Publicacions
- El piscoanálisis. Justificación de Freud (1988)
- La dignidad: Lamento de la razón repudiada (1995)
- Descartes. La exigencia filosófica (1996)
- La tentación pitagórica (1998)
- Los ojos del murciélago, vidas en la caverna global (2000)
- Ciencia de la lógica y lógica del sueño (2002)
- El hombre, un animal singular (2005)
- Tauromaquia, otra forma de comunicar (2006)
- Entre lobos y automatas (2006)
- ¿Qué nos falta para ser felices? (2006)
- Filosofia, interrogaciones que a todos conciernen (2008)
- La tentación pitagórica (2010)
- La mirada de Proust: redención y palabra (2012)
- Reducción y combate del animal humano (2014)[4]
- Descartes: la exigencia filosófica (2014)
- Pitágoras: en la infancia de la filosofía (2019)
- Tras la física. Arranque jónico y renacer cuántico de la filosofía (2019)[5]
- El honor de los filósofos. Barcelona: Acantilado, 2020. ISBN 978-84-17902-29-2.[6]